# Dave Tollefson
Dave Tollefson (Walnut Creek, 10 luglio 1982) è un giocatore di football americano statunitense statunitense che è attualmente free agent. Fu scelto nel corso del settimo giro (253º assoluto) del Draft NFL 2006 dai Packers. Al college giocò a football alla Northwest Missouri State University.

## Carriera universitaria
Giocò con i Northwest Missouri State Bearcats nella NCAA dal 2004 al 2005 in 27 partite.

## Carriera professionistica

### Green Bay Packers (2006)
Tollefson fu scelto nel corso del settimo giro del Draft 2006 dai Packers. Il 23 giugno firmò un contratto quadriennale per un totale di 1.645.000 dollari di cui 35.000 di bonus alla firma. Il 2 settembre venne svincolato, per poi firmare due giorni successivi con la squadra di pratica. L'8 novembre venne messo sulla lista infortunati.

### Prima volta con gli Oakland Raiders (2007)
Il 23 gennaio 2007 firmò come free agent con i Raiders. Il 30 gennaio venne mandato a fare esperienza nella lega NFL Europe con i Berlin Thunder. Il 1º settembre venne svincolato, per poi rifirmare due giorni dopo con la squadra di pratica.

### New York Giants (2007-2011)
Il 2 ottobre 2007 passò dalla squadra di pratica dei Raiders ai Giants. Debuttò nella NFL il 25 novembre contro i Minnesota Vikings. Arrivò a vincere il Super Bowl giocando prevalentemente come riserva.
Il 14 febbraio 2008 firmò con i Giants per anno a 370.000 dollari. Terminò la stagione con 13 partite giocate ma nessuna da titolare.
Il 19 febbraio 2009 rifirmò per un altro anno a 460.000 dollari.
Il 24 marzo 2010 firmò come restricted free agent per un anno a 1.684.000 dollari. Il 21 novembre contro i Philadelphia Eagles forzò il suo primo fumble in carriera. Il 5 dicembre contro i Washington Redskins forzò il secondo fumble stagionale.
Il 5 agosto 2011 firmò come unrestricted free agent un contratto di un anno per 685.000 dollari. Il 19 settembre contro i St. Louis Rams forzò il terzo fumble in carriera.

### Seconda volta con gli Oakland Raiders (2012)
Il 7 aprile 2012 firmò un contratto di 2 anni per 2.400.000 dollari (1.500.000 garantiti) di cui 50.000 di bonus alla firma. Scese in campo 15 volte in pochi giochi difensivi, totalizzò solamente 8 tackle totali.
Il 12 marzo 2013 a causa del suo poco utilizzo venne rilasciato.

## Vittorie e premi
- Super Bowl : 2 Vincitore del Super Bowl (XLII, XLVI)

## Statistiche
| Partite totali             | 78   |
| Partite totali da titolare | 2    |
| Tackle totali              | 89   |
| Sack fatti                 | 10,5 |
| Intercetti fatti           | 0    |
| Fumble forzati             | 3    |
| Fumble recuperati          | 1    |
| Passaggi deviati           | 5    |

Statistiche aggiornate al 13 marzo 2013